# エヴェンタス・グザウスカス
エヴェンタス・グザウスカス（Eventas Guzauskas, 1995年6月25日 - ）は、リトアニア出身の空手家である。新極真会リトアニア支部所属。

## 概要
2017年に行われた第6回全世界ウエイト制大会では、世界王者の島本雄二に敗れたものの、最終延長までもつれ込む熱戦を見せた
。2018年の全ヨーロッパ大会で決勝戦でブライアン・ヤコブセンから胴回し回転蹴りで一本勝ちを収め、初優勝を果たした
。2019年に行われた第12回世界大会で6位入賞を果たすと、2022年に行われた第7回全世界ウエイト制大会では、強豪ひしめく重量級を制し、名実ともに海外勢の新たな顔となった。

## 選手としての特徴
- 塚本徳臣が、「サイズが大きいのに暴れる。フィジカルが強く、精神的にも前と比べて強くなっている」と評した[6]。
- 試合終盤のラッシュはとてつもない勢いを誇る。

## 実績
- 全世界空手道選手権大会
  - 第12回全世界空手道選手権大会 第6位

- 全世界ウエイト制大会
  - 第7回全世界ウエイト制大会 重量級 優勝

- 全ヨーロッパ大会
  - 2015年全ヨーロッパ空手道選手権大会 重量級 第3位
  - 2018年全ヨーロッパ空手道選手権大会 重量級 優勝
  - 2021年全ヨーロッパ空手道選手権大会 重量級 優勝
  - 2022年全ヨーロッパ空手道選手権大会 重量級 優勝